# Callicebus hoffmannsi
Il callicebo di Hoffmann (Callicebus hoffmannsi Thomas, 1908) è un primate platirrino della famiglia dei Pitecidi.
La specie è endemica del Brasile, dove occupa la zona di foresta amazzonica compresa fra i fiumi Xingú ad est, Tapajós ad ovest ed il Rio delle Amazzoni a nord.
Si tratta di animali diurni ed arboricoli, che vivono in gruppi composti da una coppia riproduttrice e dai figli di vari parti: ciascun gruppo definisce un proprio territorio, che difende accanitamente da eventuali intrusi, anche se i vari territori possono sovrapporsi nelle zone di confine, che divengono zone franche.

Come tutti i titi, sono animali frugivori, tuttavia non disdegnano mangiare anche alimenti di origine animale, come insetti, uova e piccoli vertebrati, come mammiferi di piccola taglia, piccoli uccelli e nidiacei.
La femmina partorisce una sola volta all'anno: ciascun parto conta un unico cucciolo, che viene accudito principalmente dal padre fino a quando non può muoversi e nutrirsi in maniera autonoma. Attorno ai tre anni d'età, i cuccioli raggiungono la maturità sessuale: in questo periodo, essi tendono ad allontanarsi dal gruppo natio.

## Status e conservazione
Non ci sono grandi minacce per questa specie, ma la deforestazione e la riduzione dell'habitat si verificano nella parte orientale della distribuzione. Il suo areale di distribuzione è interrotto dall'autostrada Transamazonica e l'implementazione dell'impianto idroelettrico di São Luís sul fiume Tapajós comporterà la perdita dell'habitat.